# Chalaronne
Chalaronne je francouzská řeka, která protéká departementem Ain v regionu Rhône-Alpes. Pramení nedaleko obce Lapeyrouse v jezerní oblasti Dombes. Má délku 52 kilometrů a je levým přítokem řeky Saôny.

## Obce na toku
- Villars-les-Dombes
- La Chapelle-du-Châtelard
- Châtillon-sur-Chalaronne
- Dompierre-sur-Chalaronne
- Saint-Étienne-sur-Chalaronne
- Saint-Didier-sur-Chalaronne
- Thoissey